# La gitanilla

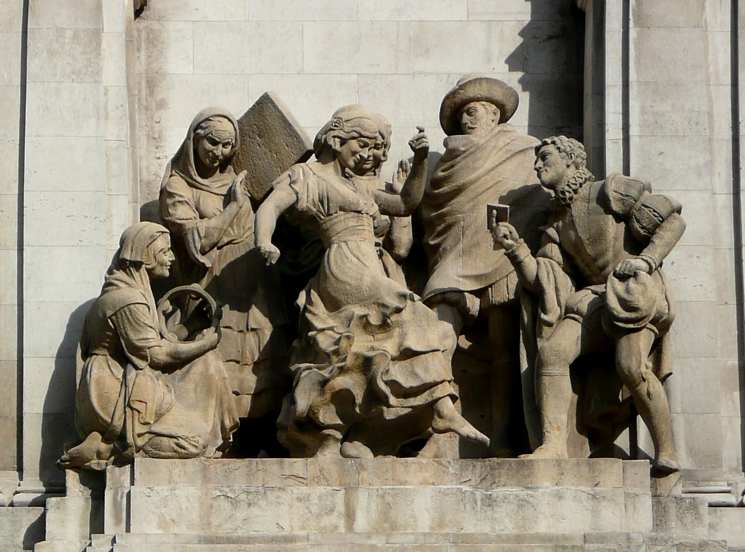
Beeldengroep La Gitanilla van Federico Coullaut-Valera op het Cervantesmonument op de Madrileense Plaza de España (1929)

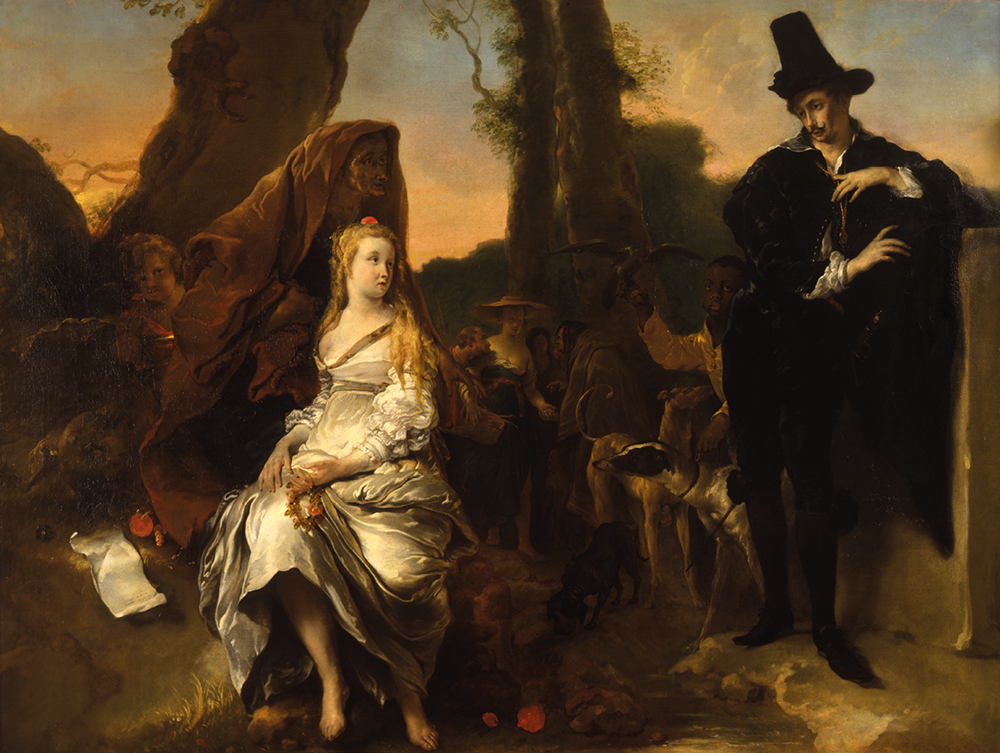
Pretioze en Don Jan (Jan van Noordt, ca. 1660, naar De Spaensche Heydin van Cats)

La gitanilla of Het zigeunerinnetje is een kortverhaal uit de Novelas ejemplares van Miguel de Cervantes (1613). Het is de eerste en langste vertelling van deze verzameling.
Cervantes plaatste zich in de Italiaanse traditie van novellieri, gecreëerd door Giovanni Boccaccio en ontwikkeld door Matteo Bandello tijdens de Italiaanse renaissance. Het verhaal La gitanella gaat over de liefde tussen de Spaanse edelman Don Juan en het Romameisje Preciosa. Op haar vraag deelt hij twee jaar lang het marginale zwerversbestaan van haar familiegroep. Op het einde doet zich een anagnorisis voor. De novelle betekende de doorbraak van het literaire motief van de kinderontvoering door zigeuners. Dit was al gebruikt door Lope de Vega in zijn Medora en Cervantes zou het ook opnemen in zijn toneelstuk Pedro de Urdemalas.

## Nederlandse vertalingen en bewerkingen
- Jacob Cats, Selsaem trou-geval tusschen een Spaens edelman en een Heydinne, 1637
- Felix van Sambix, Het Schoone Heydinnetje, 1643
- Mattheus Gansneb Tengnagel, Het leven van Konstance: Waer af volgt het Tooneelspel, De Spaensche heidin, 1643
- Catharina Verwers, De Spaensche heydin, 1644
- Geeraerd vanden Branden, La Gitanilla. Blij-eyndigh Treurspel van Constantia (Dochter van Don Ferdinandus, d’Asevede Ridder van Calatrava) ghenaemt het Spaens Heydinneken, 1649
- Guilliam de Bay, t Leven en Bedrijf van Duc D'Albas Hondt; en 't Pirinesche Tooverhol. Bestaende in wonderlicke spokerijen, nachtgezichten, noyt gehoorde vertellingen en wonderlicke voorvallen deses tijdts, 1658
- Benjamin van der Meer, Vermaakelyke Minneryen, Bestaande in Ongehoorde ontmoetingen, wonderlyke omzwervingen en zeltzaame uitkoomsten, 1731
- Eugène De Bock, "Het zigeunerinnetje", in: Voorbeeldige novellen, Amsterdam,  G.A. van Oorschot, 1966